# La Voce Repubblicana
La Voce Repubblicana è l'organo di stampa del Partito Repubblicano Italiano (PRI). Il giornale è stato fondato nel 1921. Dal 2014 è un giornale on-line. 

## Storia

Logo del giornale dal 1921 al 2020

Il primo numero del quotidiano uscì il 15 gennaio 1921 a Roma. Sostituì il settimanale L'Iniziativa (nelle edicole dal 22 dicembre 1912) come organo ufficiale del partito. Il direttore inizialmente fu Giovanni Conti, seguito poi da Fernando Schiavetti (novembre 1922 – ottobre 1926). Il 31 ottobre 1926 il quotidiano fu soppresso dal regime fascista. Prima della sua chiusura, esso poteva contare sulla collaborazione di [Carmelo Puglionisi, autore del libro Sciacalli, in cui raccontava la storia dei fuoriusciti antifascisti italiani a Parigi.
La testata fu ripresa dopo la caduta del fascismo (25 luglio 1943). Il primo numero uscì in agosto. Durante l'occupazione nazista di Roma furono pubblicati clandestinamente altri dieci numeri, sino alla liberazione della Capitale. Il 10 giugno 1944 La Voce Repubblicana riprese regolari pubblicazioni, sotto la direzione del fondatore, Giovanni Conti. Da allora uscì come quotidiano del pomeriggio (6 numeri settimanali) fino al 1973. 
Negli anni sessanta «La Voce Repubblicana» ebbe sede in via dell'Aracoeli; successivamente si trasferì al n. 146 di via Tomacelli. La redazione era articolata in cinque servizi: politico, estero, economico, cronaca, cultura. Il giornale aveva una foliazione di 6-8 pagine, che salivano a 24 o 36 in occasione della preparazione di alcuni numeri speciali. L'immagine grafica del quotidiano era curata da Michele Spera. La concessionaria della pubblicità era la nota Sipra, incaricata della raccolta degli annunci anche per la Rai e per altri giornali di partito.
Dal maggio 1973 l'uscita in edicola fu anticipata dal pomeriggio al mattino. Nel 1975 fu introdotta un'innovazione tecnologica: la trasmissione in facsimile (utilizzando il fax, cioè la teletrasmissione) delle pagine del giornale dalla tipografia di Roma alle sedi locali. Il quotidiano fu costretto a chiudere nel dicembre del 1978 per problemi finanziari. Per non far decadere la titolarità della testata furono pubblicati alcuni numeri firmati da Oddo Biasini (direttore) e Giuseppe Marchetti Tricamo (direttore responsabile).
Nel 1981, Giovanni Spadolini, segretario del partito con un passato da direttore del Corriere della Sera e Presidente del Consiglio, decise di rilanciare il giornale passando al formato tabloid di otto pagine (crebbero poi a dodici e quindi a sedici); conservò la tradizionale Terza pagina anche nel nuovo formato. Uscì il pomeriggio dal martedì al sabato. La sede del quotidiano fu ricavata nel palazzo in Piazza dei Caprettari dove aveva sede il partito stesso. Il progetto del "nuovo quotidiano" (attuato da Giovanni Spadolini) era stato messo a punto qualche anno prima da Giuseppe Marchetti Tricamo per Ugo La Malfa.
Tra il 1986 e il 1988 il quotidiano passò dalla fotocomposizione al computer, diventando una delle prime testate italiane ad introdurre tale innovazione. Nuovamente costretto alla chiusura nel 1998, nel giugno del 1999 riprese le pubblicazioni con una foliazione ridotta a quattro pagine, fino al giugno 2000. Nel giugno del 2003 ritornò in edicola per impulso del nuovo segretario, Francesco Nucara. Rispetto alla precedente edizione, il quotidiano rinnovò la veste grafica e il formato. 
Dal 31 dicembre 2013 il giornale è passato dalla versione cartacea a quella digitale. Ogni anno la Voce pubblica un «Almanacco Repubblicano», acquistabile separatamente. L'«Almanacco Repubblicano» è attualmente curato da Mauro Cascio.
 
Tra gli anni sessanta e gli anni settanta la testata ebbe anche una casa editrice associata, le «Edizioni della Voce».

## Firme
Nella sua storia il quotidiano del PRI ha potuto contare su importanti collaborazioni, come quella di Sandro Ciotti nelle pagine sportive. Tra i suoi direttori c'è stato anche Stefano Folli. Hanno inoltre scritto e lavorato alla Voce Repubblicana giornalisti come Oscar Giannino, il saggista Antonio Carioti e Stefano Tomassini.

Fra i collaboratori e gli ex collaboratori della testata figurano: Riccardo Brondolo, Alessandro Cecchi Paone, Laura Gigliotti, Agostino Pendola (sino al 1997), Luca Tentoni, Gian Paolo Pelizzaro, Marco Tabili. 
L'elenco dei giovani che hanno cominciato a lavorare con «La Voce Repubblicana» ed hanno poi fatto carriera nel mondo del giornalismo comprende fra gli altri:
- Maurizio Ambrogi, in seguito vicedirettore del TG3;
- Aldo Carboni, poi vicedirettore del «Sole 24 ORE»;
- Stefano Folli, direttore del «Corriere della Sera», quindi editorialista del «Sole 24 Ore» e della «Repubblica»;
- Massimo Gaggi, corrispondente dagli Stati Uniti per il «Corriere della Sera»;
- Guido Gentili, direttore del «Sole 24 ORE»;
- Davide Giacalone, editorialista per diverse testate nazionali;
- Oscar Giannino, editorialista di Radio 24;
- Edgardo Gulotta, vicedirettore del TG LA7;
- Pietro Jozzelli, poi caporedattore alla «Repubblica»;
- Giuseppe Mazzei, poi vicedirettore di un giornale radio della Rai;
- Maurizio Molinari, direttore della «Stampa» e della «Repubblica»;
- Lanfranco Palazzolo, poi corrispondente parlamentare di Radio Radicale
- Alberto Ronchey, direttore de «Stampa»;
- Achille Scalabrin, che fu quindi per molti anni capo redattore al «Resto del Carlino»;
- Stefano Tomassini, il quale passò a Rai 3, dove fu autore di Ballarò;
- Salvo Ponz de Leon, assunto dalla RAI;
- Giuliano Torlontano, capo della redazione politica del TG5;
- Andrea Valentini, quindi vicedirettore di Rai 3,
- Raffaella Leone assunta da La7;
- Samaritana Rattazzi Agnelli;
- il poeta Elio Pecora.

## Direttori

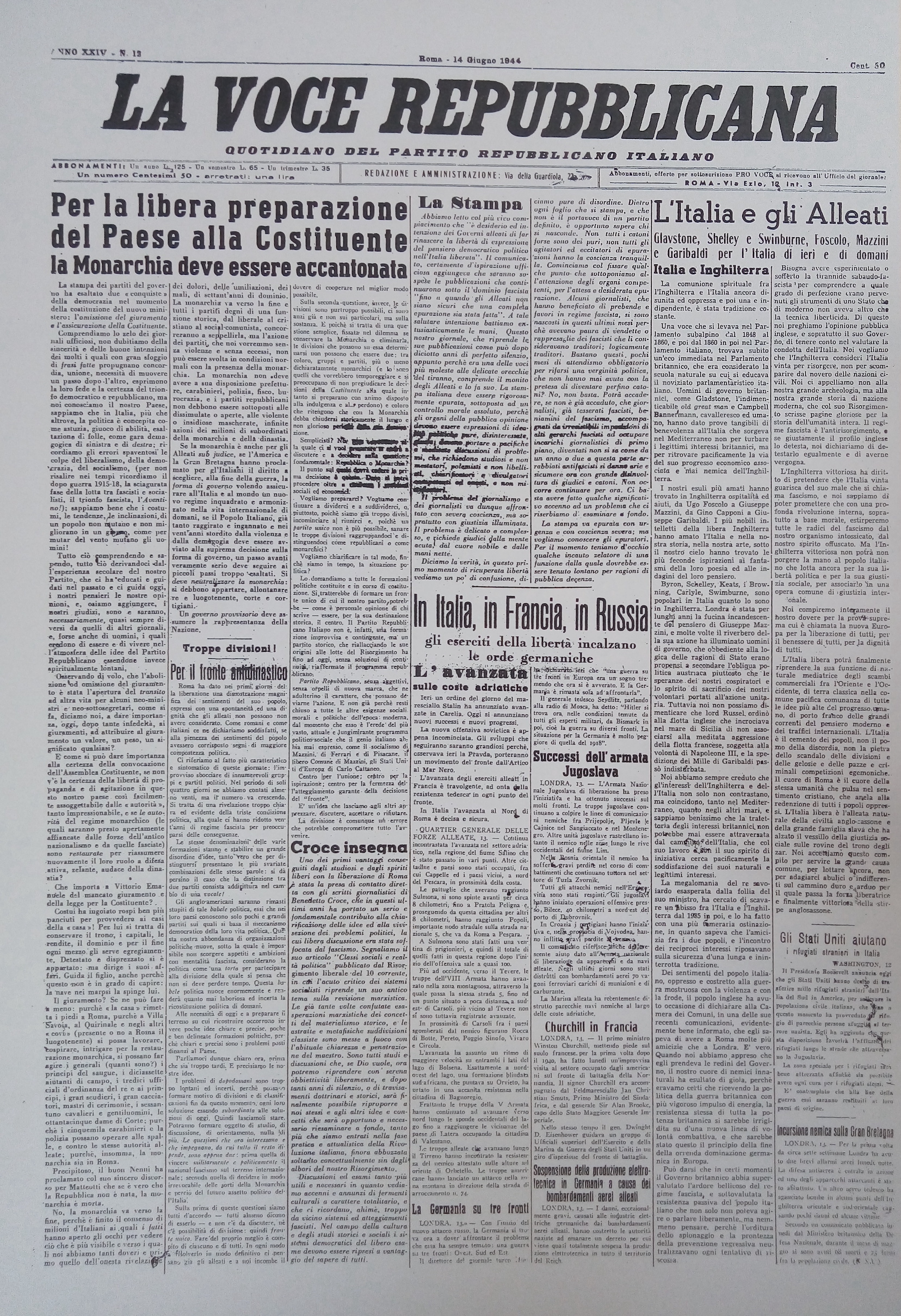
Prima pagina del quotidiano il 14 giugno 1944

- Giovanni Conti (15 gennaio 1921 – novembre 1922)
- Fernando Schiavetti (novembre 1922 – 31 ottobre 1926)

Sospensione per ordine del prefetto a seguito della legge sulla stampa del 31 dicembre 1925 (1926-1943)

Ripresa delle pubblicazioni nell'agosto 1943 in clandestinità
- Giovanni Conti (10 giugno 1944 – 27 aprile 1945) (2ª volta)
- Randolfo Pacciardi (28 aprile 1945 - 10 aprile 1946)
- Francesco Perri (11 aprile – 2 agosto 1946)
- Appio Claudio Rocchi, redattore capo responsabile (3 – 31 agosto 1946)
- Luciano Magrini (1º settembre – 15 ottobre 1946)
- Giulio Andrea Belloni[10] (16 ottobre 1946 – 14 febbraio 1947)
- Aurelio Natoli Lamantea (15 febbraio – 12 giugno 1947)
- Randolfo Pacciardi (13 giugno – 19 dicembre 1947) (2ª volta)
- Antonio Calvi (20 dicembre 1947 – 25 novembre 1951)
- Cino Macrelli, direttore politico (25 novembre 1951 – 1º gennaio 1959)

Michele Cifarelli, condirettore responsabile (25 novembre 1951 – 1º agosto 1954)
Alberto Ronchey, vicedirettore responsabile (3 agosto 1954 – 31 maggio 1956)
Livio Zeno-Zencovich, vicedirettore responsabile (1º luglio 1956 - maggio 1958)
Edgardo Bartoli, vicedirettore responsabile (1º giugno 1958 – 1º gennaio 1959)
- Ugo La Malfa, direttore politico (2 gennaio 1959 – 24 marzo 1962)

Pasquale Bandiera, vicedirettore (2 gennaio 1959 – 24 marzo 1962)
- Pasquale Bandiera, (25 marzo 1962 – 2 luglio 1972)

Adolfo Battaglia, condirettore (7 gennaio 1967 – 2 luglio 1972)
Giuseppe Ciranna (3 luglio 1972 – 3 agosto 1978)
Mario Di Bartolomei, condirettore (3 luglio 1972 – 3 agosto 1978)
Giovanni Ferrara (4 agosto – 31 dicembre 1978)
Mario Di Bartolomei, condirettore (4 agosto – 31 dicembre 1978)
Sospensione delle pubblicazioni
- Giovanni Spadolini, direttore politico (6 maggio 1981 – 1º agosto 1987)

Stefano Folli, responsabile (6 maggio 1981 - 1º agosto 1987)
- Giorgio La Malfa, direttore politico (2 agosto 1987 – 11 maggio 1998)

Stefano Folli, responsabile (2 agosto 1987 - 31 agosto 1989)
Andrea Valentini, responsabile (1º settembre 1989 – 17 settembre 1991)
Domenico Berardi, responsabile (18 settembre 1991 – maggio 1994)
Luca Paci, responsabile (maggio - luglio 1994)
Giuseppe Ruspantini, responsabile (20 luglio 1994 - 11 maggio 1998)
Sospensione delle pubblicazioni
- Giorgio La Malfa, direttore politico (7 aprile 1999- 23 giugno 2000)

Giuseppe Ruspantini, responsabile (7 aprile 1999- 23 giugno 2000)
Sospensione delle pubblicazioni
- Francesco Nucara, direttore responsabile (10 giugno 2003 – 2017)

Italico Santoro, condirettore (9 ottobre 2007 – 31 marzo 2011)
Passaggio all'edizione digitale
- Bepi Pezzulli, direttore responsabile (dal 7 novembre 2020 - 31 dicembre 2021)
- Riccardo Bruno, direttore politico (1º gennaio 2022 – in carica)

Paolo Morelli, responsabile (1º gennaio 2022 – in carica)
Mauro Cascio, coordinatore direzione (1º gennaio 2021 – in carica)